# Moritellaceae
Die Moritellaceae sind eine Familie von Bakterien innerhalb der Gammaproteobacteria. Es handelt sich um Meeresbakterien. Die meisten Arten wachsen bei relativ niedrigen Temperaturen. Einige Vertreter kommen in der Tiefsee vor und tolerieren somit hohen Druck.

## Merkmale und Stoffwechsel
Die einzelnen Arten der Moritellaceae besitzen ein am Zellende gelegenes (polares) Flagellum, die Art Paramoritella alkaliphila ist subpolar begeißelt, das Flagellum befindet sich in der Nähe des Zellpols. Die Arten sind fakultativ anaerob. Unter anaeroben Bedingungen, d. h. wenn kein freier Sauerstoff vorhanden ist, findet eine Fermentation statt. Alle Arten reagieren auf den Oxidase- und Katalase-Test positiv.

## Systematik
Moritellaceae ist eine Familie, die zu der Ordnung Alteromonadales innerhalb der Klasse Gammaproteobakterien gehört. Sie umfasst die Gattungen Moritella und Paramoritella. Derzeit (Stand Juli 2020) sind sieben Arten in der Gattung Moritella und zwei Arten der Paramoritella bekannt.
Die Gattung Moritella wurde im Jahr 1998 neu aufgestellt. Hierbei wurde aufgrund von phylogenetischen Untersuchungen die schon im Jahre 1891 erstellte Art Vibrio marinus zu dieser Gattung als Moritella marina übertragen. Im Jahr 2004 wurde die Gattung Moritella von Elena P. Ivanova und Mitarbeitern in die neu aufgestellte Familie Moritellaceae überführt. Im Jahr 2009 wurde eine weitere Gattung, die Paramoritella, entdeckt und zu der Familie der Moritellaceae gestellt.
Es folgt eine Liste der Arten (Stand Juli 2020):
- Moritella Urakawa et al. 1999
  - Moritella abyssi Xu et al. 2003
  - Moritella dasanensis Kim et al. 2008
  - Moritella japonica Nogi et al. 1999
  - Moritella marina (Baumann et al. 1984) Urakawa et al. 1999
  - Moritella profunda Xu et al. 2003
  - Moritella viscosa (Lunder et al. 2000) Benediktsdóttir et al. 2000
  - Moritella yayanosii Nogi and Kato 1999
- Paramoritella Hosoya et al. 2009
  - Paramoritella alkaliphila Hosoya et al. 2009
  - Paramoritella sediminis Yang et al. 2013

## Ökologie
Die Familie Moritellaceae enthält kälteliebende (psychrophile) Arten. Psychrophile Bakterien zeigen optimales Wachstum bei einer Temperatur kleiner oder gleich 15 °C. die maximale Temperatur, wo noch Wachstum stattfindet, liegt bei 20 °C.
So sind alle Arten der Gattung Moritella psychrophil, bei der Art Moritella marina erfolgt das beste Wachstum unter normalen atmosphärischen Druck bei 15 °C, bei M. japonica bei 10 °C und bei M. profunda bei 2 °C. Die Art M. viscosa überschreitet unter Umständen den Wert für die maximale Temperatur, sie liegt zwischen 21 und 24 °C.
Die Arten von Moritella sind auch salzliebed (halophil). Die Arten Paramoritella sediminis und Paramoritella alkaliphila sind dem hingegen  mesophil, erstere zeigt bestes Wachstum bei 23,6 °C,  Paramoritella alkaliphila bei 30 °C.
Einige Arten von Moritella kommen in der Tiefsee vor und können somit auch hohen Druck standhalten (barophil, auch als piezophil bezeichnet). Moritella yayanosii wurde in 10 898 m Tiefe im Challengertief des Marianengrabens gefunden. Hierbei wurde auch das Bakterium Shewanella benthica isoliert. Die Art Moritella yayanosii ist hierbei auf hohen Druck zwingend angewiesen (obligat barophil), sie zeigt erst Wachstum ab einen Druck von 50 Megapascal (mPa). Bei einer Temperatur von 10 °C zeigt es bestes Wachstum bei einem hydrostatischen Druck von 80 mPa. Bei dieser Temperatur toleriert sie Druckverhältnisse bis maximal 100 mPa. Das beste Wachstum tritt bei einer NaCl-Konzentration von etwa 3 % auf. Moritella japonica wurde im Japangraben in einer Tiefe von 6356 m isoliert. Das optimale Wachstum erfolgt bei Temperaturen zwischen 10 und 15 °C.
Andere Bakterienarten, die hohen Druck tolerieren sind z. B. in den Gattungen Colwellia, Photobacterium und Shewanella vorhanden.
Moritella-Arten sind wichtige Modell-Organismen für die Untersuchung von kälteliebenden Organismen. Interessant sind hierbei u. a. die an die niedrigen Temperaturen angepasste Enzyme. Auch die Anpassung dieser Arten an die hohen Druckverhältnisse in der Tiefsee sind von starken Interesse. Moritella-Arten sind auch bekannt als Produzenten von mehrfach ungesättigten Fettsäuren (engl.: polyunsaturated fatty acids, PUFAs), wie z. B. Docosahexaensäure (DHA, C22:6 ω-3).

Strukturformel der Docosahexaensäure

Moritella viscosa ist ein Erreger der Krankheit „winter ulcer“ beim Atlantischen Lachs (Salmo salar) und kann bei anderen Fischarten Hautkrankheiten verursachen.